# Receptor de citoquina

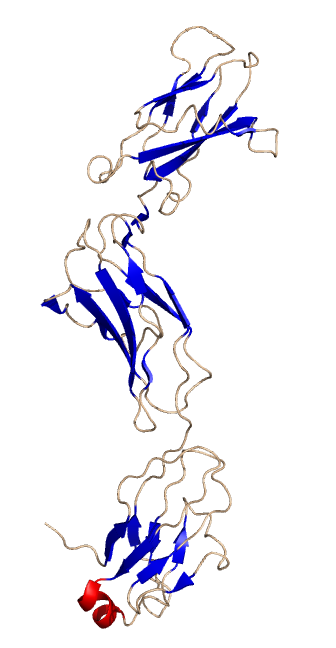
Glucoproteína 130 gp130, un receptor de citoquinas tipo I, de la familia de los receptores de IL-6.

Un receptor de citoquinas es, en biología celular y molecular, un receptor celular asociado a una vía de señalización intracelular, caracterizado por pertenecer a la familia de los receptores con actividad enzimática intrínseca o asociada y por poseer como ligandos a interferón, eritropoyetina, hormona del crecimiento, interleucinas, algunas citocinas.
Las características moleculares de dicho receptor comprenden la posesión de hélices α, transmembrana individual con un dominio estructural extracelular con multitud de láminas β, JAK quinasas asociadas intracelularmente, y su vía de transducción de la señal implica la activación de los factores de transcripción STAT, vía del PI-3 quinasa, vía del IP3/DAG y vía Ras asociada a MAPK. De este modo, su activación mediante un estímulo externo provoca una cascada de reacciones enzimáticas internas que facilitan la adaptación de la célula a su entorno, por mediación de segundos mensajeros.